# 福光股份
福建福光股份有限公司（上交所：688010，简称：福光股份），是中華人民共和國福建省福州市的一家光学镜头制造商和光电系统提供商。

## 历史
前身是1958年成立的福建师范学院光学仪器厂。1971年，国务院国防工业办公室向福建师范学院光学仪器厂頒發國營八四六一廠代號。2004年2月，福建福光數碼科技有限公司成立。2006年，公司從國企變為混合所有制企業。2015年，公司完成股份制改革。2019年7月，福光股份在科创板上市，成為首批上市公司之一以及福建省首家科创板上市企业。2021年3月24日，习近平訪問福建福光股份。

## 外部連結
- 官方网站